# Roche-lez-Beaupré
Roche-lez-Beaupré es una comuna francesa situada en el departamento de Doubs, en la región de Borgoña-Franco Condado.

## Demografía
| 1091 | 1170 | 1372 | 1586 | 1663 | 2062 | 2210 |
| Para los censos de 1962 a 1999 la población legal corresponde a la población sin duplicidades (Fuente: INSEE [Consultar]) |      |      |      |      |      |      |